# 柳生卓哉
柳生 卓哉（やぎゅう たくや）は、日本の漫画家。大阪府出身。

## 経歴
- 2014年：「いなじゅん」で第19回CROWN新人漫画賞佳作を受賞[2]。
- 2015年: 読み切り「いなじゅん」がジャンプSQ.1918号に掲載され、デビュー[3]。
- 2018年：週刊少年サンデー14号から「メメシス」で初連載[4]。

## 作品リスト

### 漫画

#### 柳生卓哉名義
- いなじゅん（読切／『ジャンプSQ.19』18号）
- 燃えるマッちゃん凍てつくハマちゃん（読切／『ジャンプスクエア』2015年10月号）
- 怪物のタベカス（読切／『ジャンプスクエア』2016年4月号）
- ナツの結露（読切／『週刊少年サンデーS』2016年11月号）
- メメシス（連載／『週刊少年サンデー』2018年14 - 2019年9号、全4巻）